# Sabadel-Lauzès
Sabadel-Lauzès é uma comuna francesa na região administrativa de Occitânia, no departamento de Lot. Estende-se por uma área de 8,79 km². Em 2010 a comuna tinha 79 habitantes (densidade: 9 hab./km²).